# Fayllos z Krotony
Fayllos (gr. Φάϋλλος) – żyjący na przełomie VI i V wieku p.n.e. grecki atleta i bohater wojenny pochodzący z italskiej Krotony.
Nie brał nigdy udziału w igrzyskach olimpijskich, chlubił się natomiast trzykrotnym zwycięstwem w igrzyskach pytyjskich: dwukrotnie w pięcioboju i raz w biegu na stadion. Jako znakomitego biegacza wspomina go Arystofanes w Acharnejczykach. Fayllos zasłużył się w bitwie pod Salaminą w 480 roku p.n.e., kiedy to na własny koszt ufundował i obsadził załogą okręt biorący udział w walce. W podzięce wystawiono mu posągi w Delfach oraz na ateńskim Akropolu. Zgodnie z informacją przekazaną przez Plutarcha Aleksander Wielki po zwycięskiej bitwie pod Issos część zdobytych łupów podarował mieszkańcom Krotony, by uczcić pamięć czynów Fayllosa.
Fayllos zapisał się w pamięci potomnych także skokiem w dal, który miał oddać jakoby na odległość 55 stóp (16,31 metra) oraz rzutem dyskiem na 95 stóp (28,72 metra). Informacja na temat długości skoku Fayllosa była przedmiotem kontrowersji wśród badaczy antycznego sportu. Ponieważ odległość taka jest nieprawdopodobna w pojedynczym skoku, przypuszczalnie chodziło o trójskok, sumę wszystkich oddanych w konkursie skoków lub zeskok z podwyższenia.